# Tawara Sunao

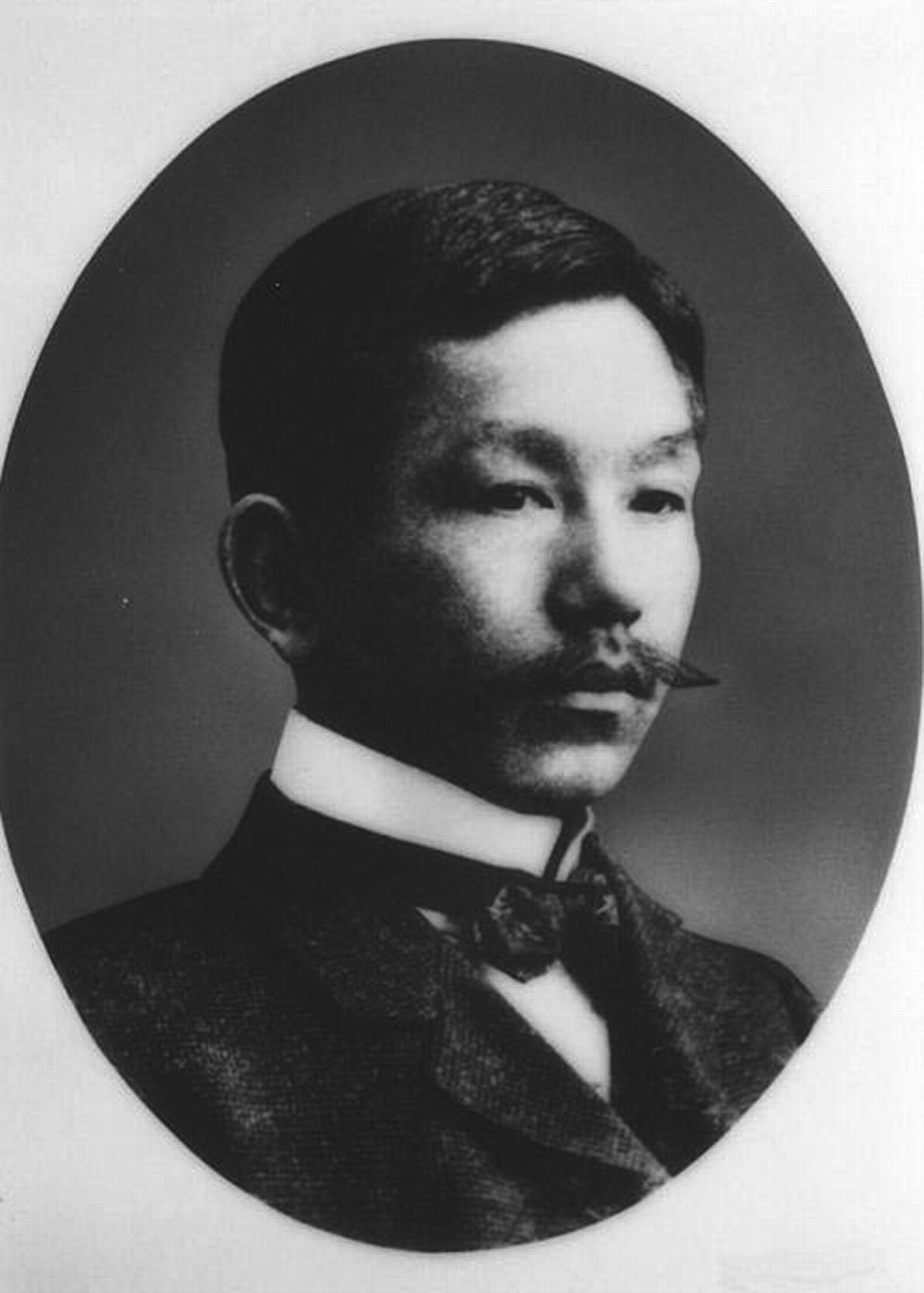
Tawara Sunao (um 1910)

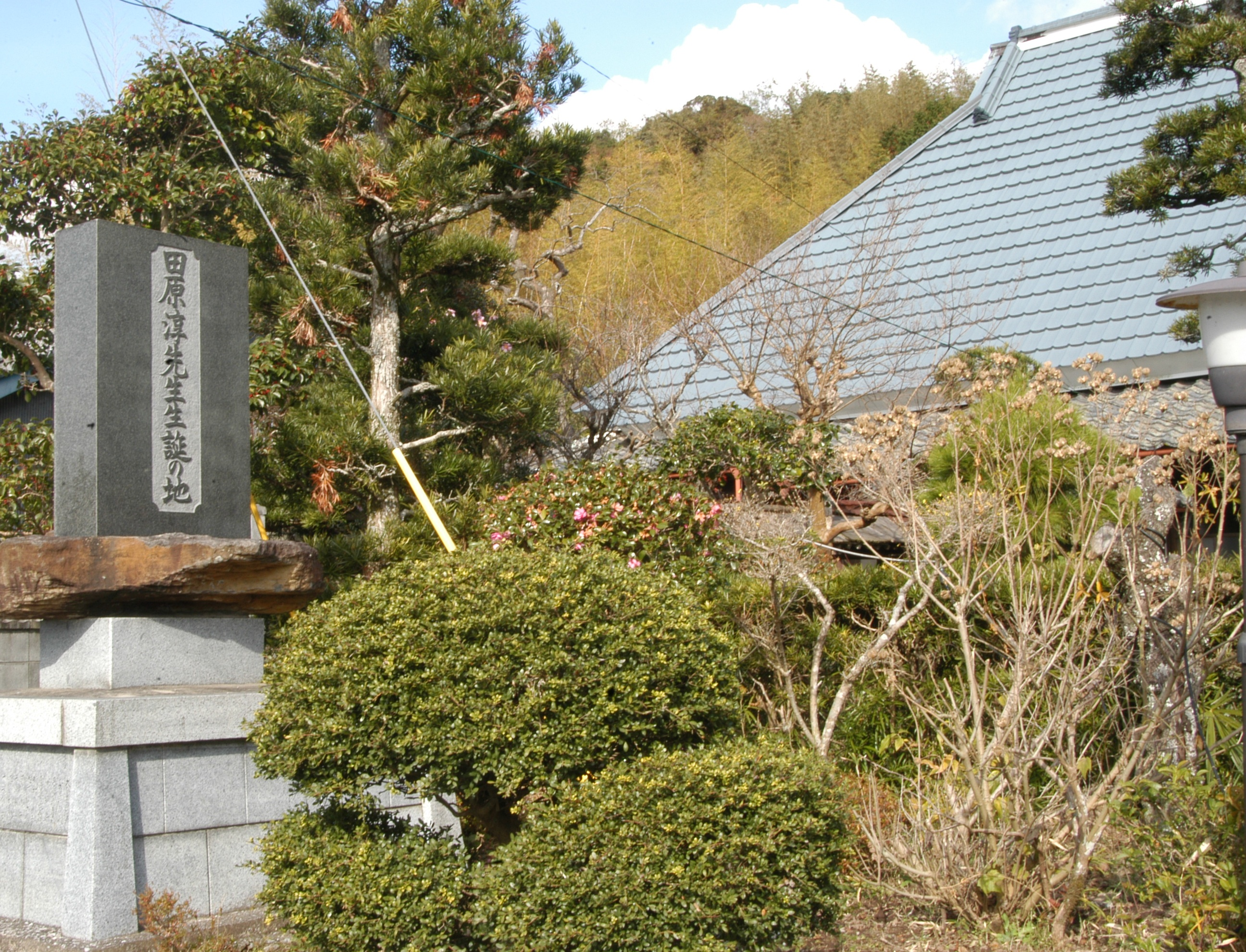
Geburtshaus mit Gedenkstein im Dorf Aki (Landkreis Kunisaki, Präfektur Oita)

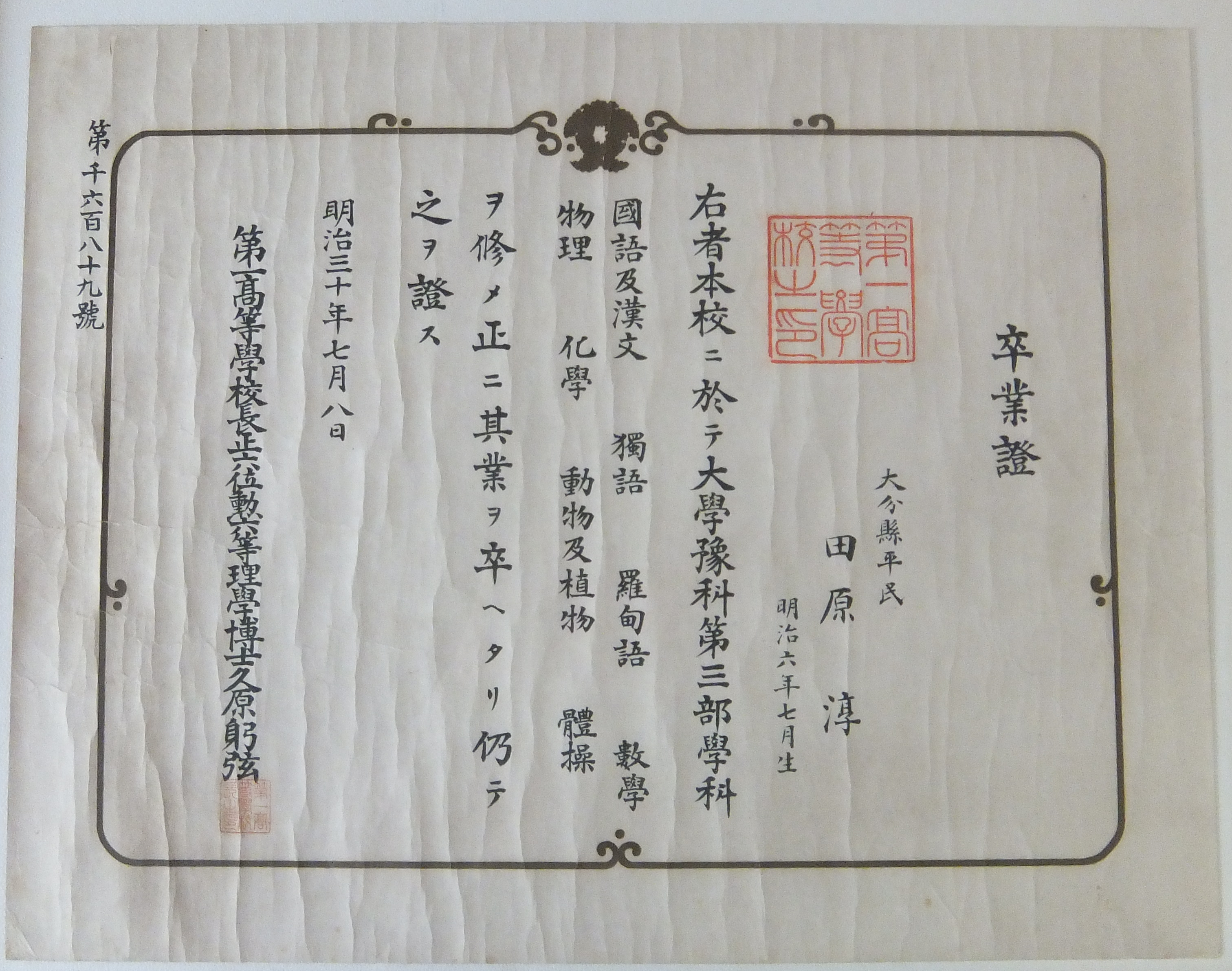
Abschlusszeugnis der Tokioter Elite-Oberschule Nr. 1 (8. Juli 1897)

Skizze aus Tawaras Manuskript Das Reizleitungssystem des Säugetierherzens (Kyushu University, Medical Library)

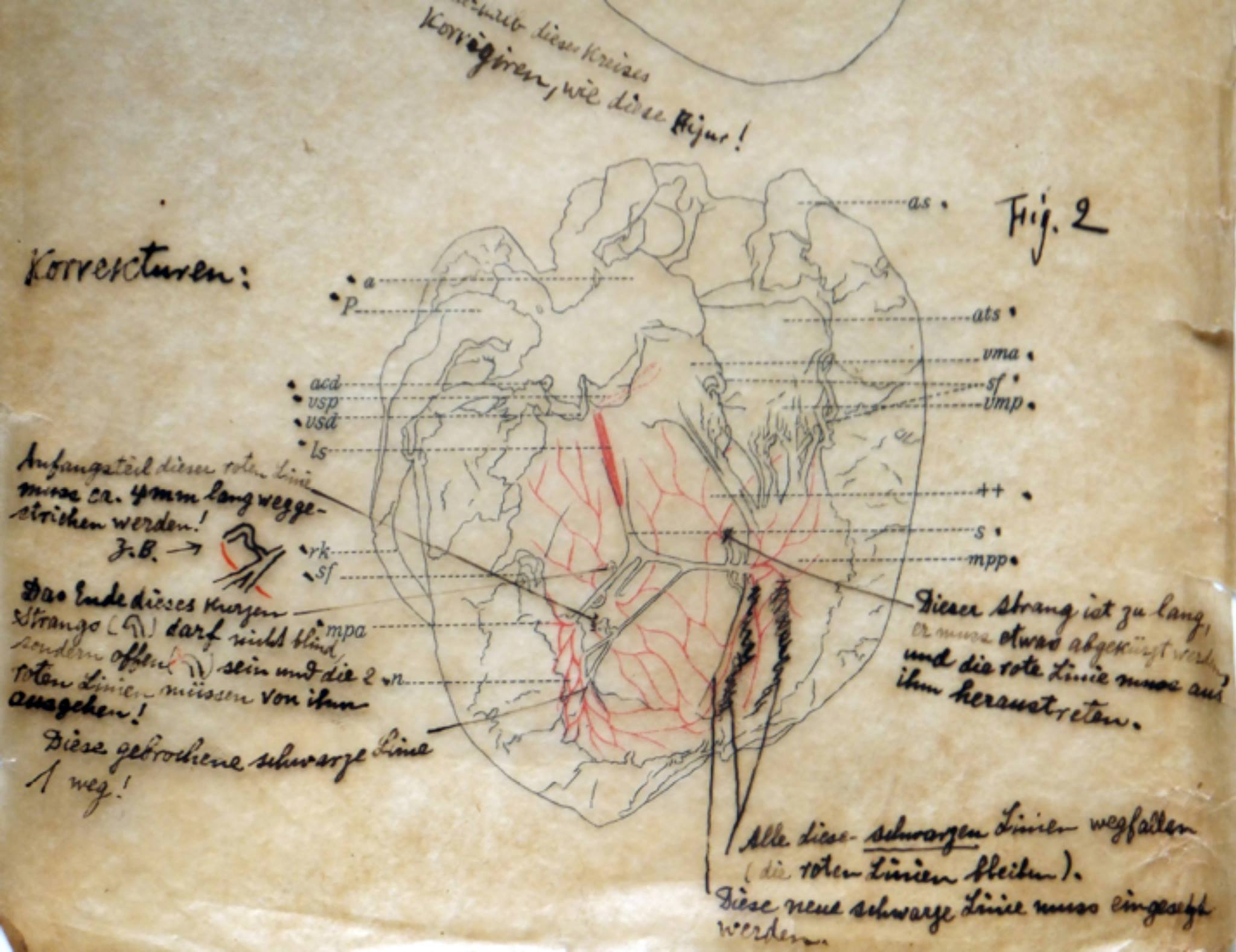
Korrekturbogen für eine Abbildung zum Reizleitungssystem des Säugetierherzens (Oe Medical Archive, Nakatsu, Japan)

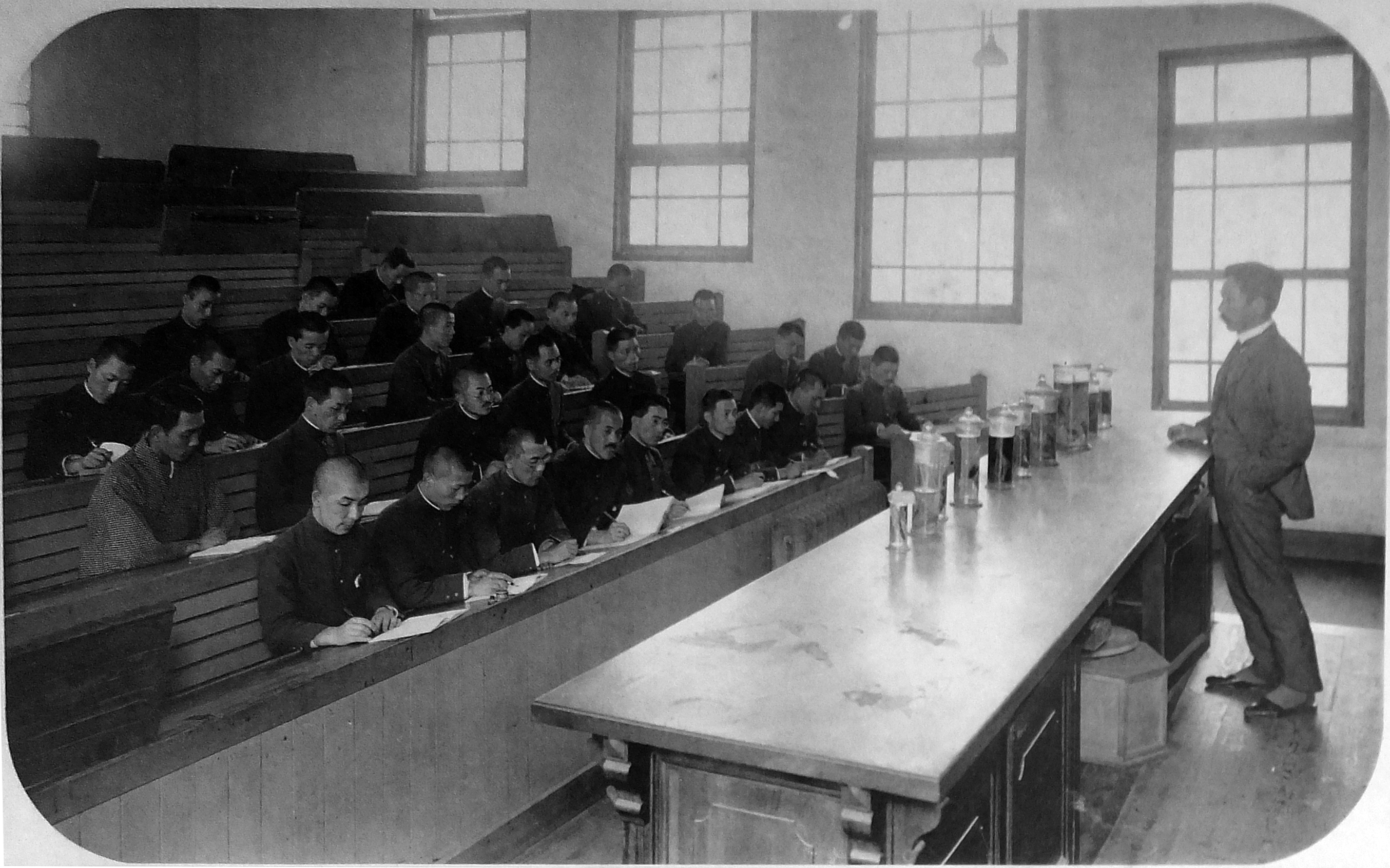
Tawara in einer Vorlesung in der Kaiserlichen Kyushu-Universität (ca. 1919)

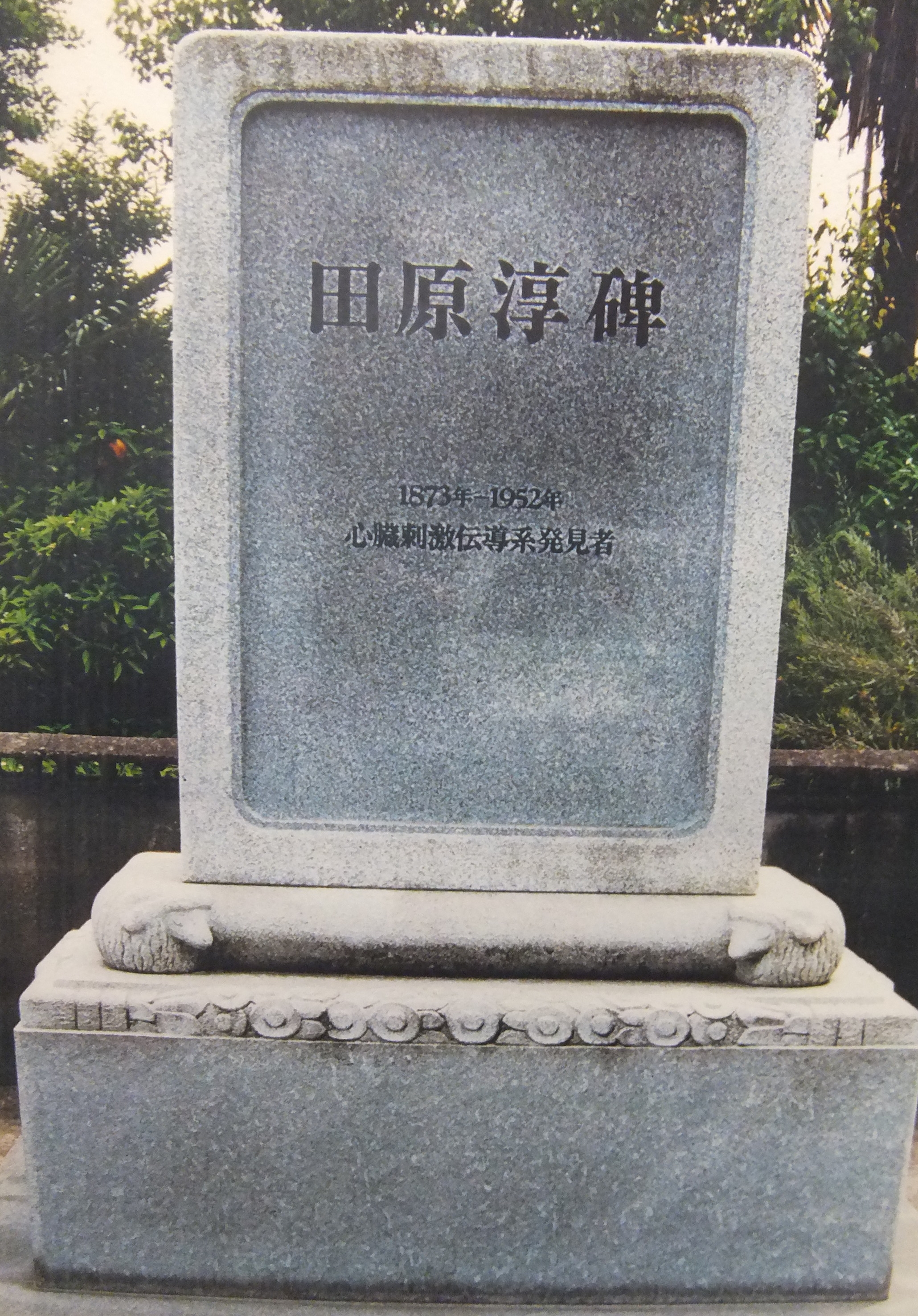
Grab Tawaras im Friedhof des Jishō-Tempels (自性寺) in Nakatsu

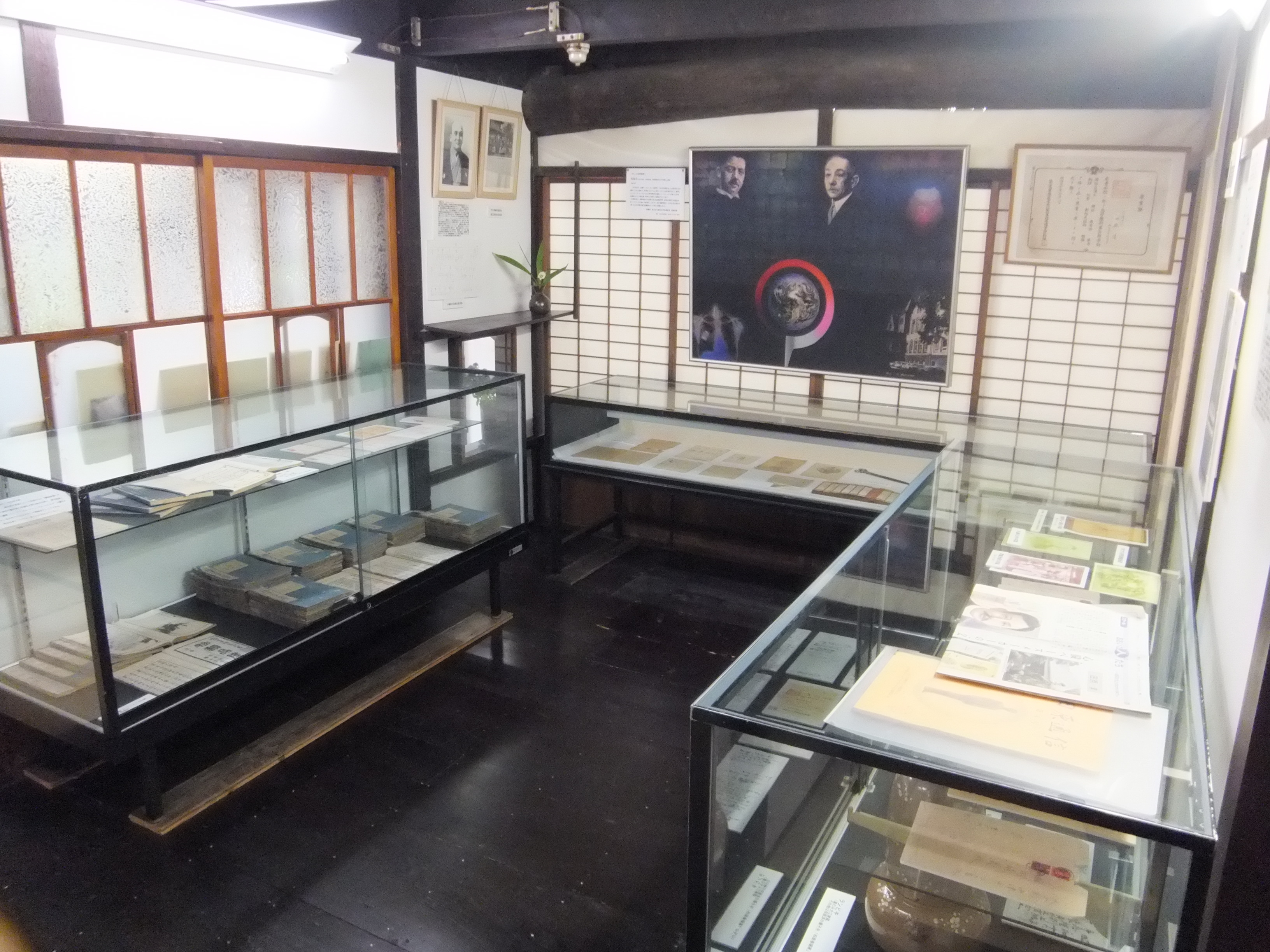
Tawara-Memorabilienecke im Oe-Archiv (Nakatsu)

Tawara Sunao (japanisch 田原 淳; gebürtig Nakajima; * 5. Juli 1873 in Aki (Landkreis Kunisaki, Präfektur Ōita); † 19. Januar 1952 in Nakatsu) war ein japanischer Pathologe, der einen bahnbrechenden Beitrag zur Aufklärung der Reizleitung des Herzens (Erregungsleitungssystem) leistete.

## Ausbildung
Der im Zeitalter der rasanten Modernisierung Japans in einer ländlichen Umgebung geborene Nakajima Sunao wurde im Alter von 19 Jahren von dem in Nakatsu praktizierenden Arzt Tawara Shuntō adoptiert, der eine Tante des jungen Sunao geheiratet hatte. Da er dazu ausersehen war, die Praxis seines Adoptivvaters fortzusetzen, wurde er wie viele aufstrebende Altersgenossen nach Tokio geschickt, wo er Schulen für Englisch und Deutsch besuchte, um anschließend auf das Elitegymnasium Nr. 1 (Dai-ichi kōtōgakkō) zu wechseln, das auf ein Studium an der noch jungen Kaiserlichen Universität Tokio vorbereitete. Tawaras Abschlusszeugnis vom Sommer 1897 zeigt, dass er dort neben Japanisch und klassischem Chinesisch auch Deutsch, Latein, dazu Mathematik, Physik, Chemie, Zoologie und Botanik lernte.
1898 begann er sein Medizinstudium an der Kaiserlichen Universität Tokio, das er im Dezember 1901 abschloss. Danach arbeitete er als Assistent in der Abteilung für Hautkrankheiten, ab Mai 1902 in der Inneren Medizin. Im Januar 1903 reiste der inzwischen dreißigjährige Tawara nach Deutschland. Die Kosten für die teure Reise und den auf zwei Jahre angelegten Aufenthalt übernahm der Adoptivvater.

## Forschungen in Deutschland
Nach einem kurzen Aufenthalt in Berlin folgte er der Empfehlung seines Landsmanns Kokubo Keisaku und zog nach Marburg, um sich am Pathologischen Institut der Philipps-Universität Marburg bei Ludwig Aschoff (1866–1942) weiterzubilden. Hier begann er zunächst mit Untersuchungen zu den pathologischen Veränderungen des Herzmuskels, besonders der Myocarditis, einem Thema, das Aschoff seinerzeit intensiv verfolgte. Nach und nach weitete er die mühseligen Untersuchungen aus eigener Initiative auf „die vermuteten Zentren des Herzrhythmus, die Ganglienzellen und das sogenannte Atrioventrikular-Verbindungsbündel“ aus. Als die veranschlagten zwei Jahre vorbei waren, ohne dass hinreichend gesicherte Befunde vorlagen, finanzierte ihm der Adoptivvater unter großen Opfern ein weiteres Jahr.
Wie ein an Aschoff adressierter Brief zeigt, fühlte sich Tawara von dem vielbeschäftigten Aschoff nicht hinreichend unterstützt und deutete an, dass er seine Forschungen gegebenenfalls an einer anderen Hochschule fortsetzen würde. Doch kam es im folgenden Jahr zu einer besseren Kooperation und einem Durchbruch in seinen diffizilen Untersuchungen. Tawara entdeckte den nach ihm und Aschoff benannten Knoten, den er 1905 in seiner „Vorläufigen Mitteilung“ zur „Topographie und Histologie der Brückenfasern“ als kardiomotorisches Zentrum des Herzens bezeichnete. 1906 publizierte er eine eingehende Beschreibung seiner Funde in dem Buch Das Reizleitungssystem des Säugetierherzens. Im selben Jahr noch erschien das von Aschoff und Tawara gemeinsam publizierte Buch Die heutige Lehre von den pathologisch-anatomischen Grundlagen der Herzschwäche.

## Hochschullaufbahn in Japan
Im Juni 1906 trat Tawara die Heimreise an. Mitte August erreichte er Kōbe und kurz darauf Nakatsu. Sein Buch erregte schnell die Aufmerksamkeit der Fachleute. Dass ein Privatmann nach Deutschland geht und nach der Rückkehr an eine kaiserliche Institution berufen wird, war seinerzeit ungewöhnlich. Dank seines bahnbrechenden Forschungserfolgs  wurde Tawara Anfang 1907 zum Assistenzprofessor für Pathologie an der Medizinischen Hochschule Fukuoka ernannt, einer 1903 gegründeten Zweigstelle der Kaiserlichen Universität Kyōto. Anfang 1908 habilitierte er sich an der Universität Tokio, im Juli folgte die Ernennung zum Ordinarius der Pathologie. 1911 ging die Medizinische Hochschule Fukuoka in der neu gegründeten Kaiserlichen Universität Kyūshū auf, an der Tawara bis zu seiner Emeritierung im Jahre 1933 wirkte – unter anderem als Dekan der medizinischen Fakultät (1930) und als Direktor des Instituts für Badetherapie in Beppu (1931–1933).
1933 erreichte er die Altersgrenze und wurde emeritiert. Die verbleibenden Jahre bis zu seinem Tode verbrachte Tawara in Nakatsu. Als er mit 78 Jahren starb, wurde ihm posthum  der „Orden der Aufgehenden Sonne Zweiter Klasse“ (勲二等旭日章, Kun nitō kyokujitsu-shō) verliehen.
Die medizinische Fakultät der Universität Kyūshū hält seinen Namen mit der ‚Tawara-Straße‘ (田原通り, Tawara-dōri) in Ehren.

## Leistung
Die wissenschaftliche Zusammenarbeit von Ludwig Aschoff und Sunao Tawara führte zur zweiten wichtigen Entdeckung in Bezug auf das kardiale Erregungsleitungssystem, den AV-Knoten, der wesentlicher Bestandteil des Erregungsleitungssystems des Herzens ist.
Tawara beschrieb die Histologie und die makro- bzw. mikroskopische Anatomie der atrioventrikulären Muskelverbindungen sowie deren Aufteilung in die beiden Hauptschenkel beim Tierherzen (Taube, Ratte, Meerschweinchen, Kaninchen, Hund, Schaf, Kalb) wie auch beim menschlichen Herzen. Er stellte außerordentlich präzise die Anatomie des Erregungsleitungssystems vom His-Bündel ausgehend bis zu den Purkinje-Fasern dar:

„Wie man aus den Beschreibungen sehen kann, verläuft das Bündel in seinem bisher erwähnten Teile bei allen Herzen in einer ziemlich übereinstimmenden Weise, besonders in Bezug auf seine Lage und gröbere Form. Was die beiden Schenkel betrifft, so ist der rechte immer schmäler, als der linke, und der erstere ist durch eine mehr oder weniger dicke Bindegewebsschicht von der Ventrikelmuskulatur getrennt. Der linke Schenkel ist von Anfang an schon ziemlich breit, nach unten wird er noch breiter, aber gleichzeitig dünner und spaltet sich schließlich in mehrere Gruppen.“

Diese Aufteilungen des atrioventrikulären Bündels in zwei Hauptschenkel tragen noch heute Tawaras Namen (Tawara-Schenkel).

## Veröffentlichungen (Auswahl)
- Die Topographie und Histologie der Brückenfasern. Ein Beitrag zur Lehre von der Bedeutung der Purkinjeschen Fäden. (Vorläufige Mitteilung). In: Zentralblatt für Physiologie. Band 19, Nr. 3, 6. Mai 1905, S. 70–77  [Manuskriptdatum: 15. April 1905]
- Anatomisch-histologische Nachprüfung der Schnittführung an den von Prof. H. E. Hering übersandten Hundeherzen. In: Archiv für die gesamte Physiologie des Menschen und der Tiere. Band 111, Nr. 7–8, 20. Februar 1906, S. 300–302.
- Über die sogenannten abnormen Sehnenfäden des Herzens. In: Ziegler’s Beiträge zur Pathologischen Anatomie und zur allgemeinen Pathologie. Band 39, 1906, S. 563–584.
- Das Reizleitungssystem des Säugethierherzens. Eine anatomisch-histologische Studie über das Atrioventrikularbündel und die Purkinjeschen Fäden. Mit einem Vorwort von Ludwig Aschoff. Fischer, Jena 1906.
- mit Ludwig Aschoff: Die heutige Lehre von den pathologisch-anatomischen Grundlagen der Herzschwäche: kritische Bemerkungen auf Grund eigener Untersuchungen. Fischer, Jena 1906.